# City-Pier-City Loop 1985
De elfde editie van de City-Pier-City Loop vond plaats op zondag 30 maart 1985. Het evenement vond plaats in de stromende regen. In totaal namen 14.000-15.000 hardlopers deel aan het evenement.
De wedstrijd werd bij de mannen gewonnen door de 22-jarige Engelsman Carl Thackery in 1:02.11. De Engelsman was een onbekend atleet en liep pas zijn tweede halve marathon ooit. Hij versloeg met deze prestatie de Deen Henrik Jørgensen, die drie seconden later over de finish kwam. Snelste Nederlander was Cor Lambregts. Deze was net terug na een periode van ziekte. De Nederlandse Carla Beurskens won de wedstrijd bij de vrouwen voor de tweede maal op rij. Ditmaal finishte ze in 1:10.44, een verbetering van het parcoursrecord. Het landenklassement werd gewonnen door Nederland ten koste van Italië (tweede) en Bondsrepubliek Duitsland (derde).
Tijdens het evenement kwam na de finish een trimmer door hartproblemen om het leven.

## Uitslagen

### Mannen
| rang   | naam                | land | tijd    |
| ------ | ------------------- | ---- | ------- |
| Goud   | Carl Thackery       | ENG  | 1:02.11 |
| Zilver | Henrik Jørgensen    | DEN  | 1:02.14 |
| Brons  | Cor Lambregts       | NED  | 1:02.21 |
| 4      | Giuseppe Zanbianchi | ITA  | 1:02.30 |
| 5      | Andreas Weniger     | FRG  | 1:03.04 |
| 6      | Martin Grühning     | FRG  | 1:03.09 |
| 7      | Gerard Nijboer      | NED  | 1:03.19 |
| 8      | Cidale Caetano      | POR  | 1:03.26 |
| 9      | Peter Rusman        | NED  | 1:03.43 |
| 10     | Laszlo Kiss         | HUN  | 1:30.43 |
| 11     | Arild Torstad       | NOR  | 1:03.47 |
| 12     | John Vermeule       | NED  | 1:03.50 |
| 16     | Klaas Lok           | NED  | 1:04.46 |

### Vrouwen
| rang   | naam               | land | tijd     |
| ------ | ------------------ | ---- | -------- |
| Goud   | Carla Beurskens    | NED  | 1:10.44  |
| Zilver | Suzanne Roholl     | GBR  | onbekend |
| Brons  | Annie van Stiphout | NED  | onbekend |

1975 ·
1976 ·
1977 ·
1978 ·
1979 ·
1980 ·
1981 ·
1982 ·
1983 ·
1984 ·
1985 ·
1986 ·
1987 ·
1988 ·
1989 ·
1990 ·
1991 ·
1992 ·
1993 ·
1994 ·
1995 ·
1996 ·
1997 ·
1998 ·
1999 ·
2000 ·
2001 ·
2002 ·
2003 ·
2004 ·
2005 ·
2006 ·
2007 ·
2008 ·
2009 ·
2010 ·
2011 ·
2012 ·
2013 ·
2014 ·
2015 ·
2016 ·
2017 ·
2018 ·
2019 (afgelast) ·
2020 ·
2021 (afgelast) ·
2022 ·
2023 ·
2024